# Liste des ministres finlandais des Affaires étrangères
Cet article liste les ministres des Affaires étrangères de Finlande.

## Ministre principal
| Ministre            | Parti | Début mandat      | Fin mandat        | Gouvernement                                                         |
| ------------------- | ----- | ----------------- | ----------------- | -------------------------------------------------------------------- |
| Otto Stenroth       | NP    | 27 mai 1918       | 27 novembre 1918  | Paasikivi I                                                          |
| Carl Enckell        | Amm   | 27 novembre 1918  | 28 avril 1919     | Ingman I Kaarlo Castrén                                              |
| Rudolf Holsti       | KE    | 28 avril 1919     | 20 mai 1922       | Kaarlo Castrén Vennola Erich Vennola II                              |
| Carl Enckell        | Amm   | 2 juin 1922       | 14 novembre 1922  | Cajander I                                                           |
| Juho Vennola        | KE    | 14 novembre 1922  | 18 janvier 1924   | Kallio I                                                             |
| Carl Enckell        | Amm   | 18 janvier 1924   | 31 mai 1924       | Cajander II                                                          |
| Hjalmar Procopé     | RKP   | 31 mai 1924       | 31 mars 1925      | Ingman II                                                            |
| Gustaf Idman        | Amm   | 31 mars 1925      | 31 décembre 1925  | Tulenheimo                                                           |
| Eemil Setälä        | Kok   | 31 décembre 1925  | 13 décembre 1926  | Kallio II                                                            |
| Väinö Voionmaa      | SDP   | 13 décembre 1926  | 17 décembre 1927  | Tanner                                                               |
| Hjalmar Procopé     | Amm   | 17 décembre 1927  | 21 mars 1931      | Sunila I Mantere Kallio III Svinhufvud II                            |
| Aarno Yrjö-Koskinen | Kok   | 21 mars 1931      | 14 décembre 1932  | Sunila II                                                            |
| Antti Hackzell      | Amm   | 14 décembre 1932  | 7 octobre 1936    | Kivimäki                                                             |
| Rudolf Holsti       | KE    | 7 octobre 1936    | 16 novembre 1938  | Kallio IV                                                            |
| Rudolf Holsti       | KE    | 7 octobre 1936    | 16 novembre 1938  | Cajander III                                                         |
| Väinö Voionmaa      | SDP   | 16 novembre 1938  | 1er décembre 1938 | Cajander III                                                         |
| Eljas Erkko         | KE    | 12 décembre 1938  | 1er décembre 1939 | Cajander III                                                         |
| Väinö Tanner        | SDP   | 1er décembre 1939 | 27 mars 1940      | Ryti I                                                               |
| Rolf Witting        | RKP   | 27 mars 1940      | 5 mars 1943       | Ryti II Rangell                                                      |
| Henrik Ramsay       | RKP   | 4 mars 1943       | 8 août 1944       | Linkomies                                                            |
| Carl Enckell        | Amm   | 8 août 1944       | 17 mars 1950      | Hackzell Urho Castrén Paasikivi II Paasikivi III Pekkala Fagerholm I |
| Åke Gartz           | Amm   | 17 mars 1950      | 20 septembre 1951 | Kekkonen I Kekkonen II                                               |
| Sakari Tuomioja     | Amm   | 20 septembre 1951 | 26 novembre 1952  | Kekkonen III                                                         |
| Urho Kekkonen       | ML    | 26 novembre 1952  | 9 juillet 1953    | Kekkonen III                                                         |
| Ralf Törngren       | RKP   | 9 juillet 1953    | 17 novembre 1953  | Kekkonen IV                                                          |
| Ralf Törngren       | RKP   | 17 novembre 1953  | 5 mai 1954        | Tuomioja                                                             |
| Urho Kekkonen       | ML    | 5 mai 1954        | 20 octobre 1954   | Törngren                                                             |
| Johannes Virolainen | ML    | 20 octobre 1954   | 3 mars 1956       | Kekkonen V                                                           |
| Ralf Törngren       | RKP   | 3 mars 1956       | 27 ai 1957        | Fagerholm II                                                         |
| Johannes Virolainen | ML    | 27 avril 1957     | 29 novembre 1957  | Sukselainen I                                                        |
| Paavo Hynninen      | Amm   | 29 novembre 1957  | 29 août 1958      | von Fieandt Kuuskoski                                                |
| Johannes Virolainen | ML    | 29 août 1958      | 4 décembre 1958   | Fagerholm III                                                        |
| K.-A. Fagerholm     | SDP   | 4 décembre 1958   | 13 janvier 1959   | Fagerholm III                                                        |
| Ralf Törngren       | RKP   | 13 janvier 1959   | 16 mai 1961       | Sukselainen II                                                       |
| V. J. Sukselainen   | ML    | 16 mai 1961       | 19 juin 1961      | Sukselainen II                                                       |
| Ahti Karjalainen    | ML    | 19 juin 1961      | 13 avril 1962     | Sukselainen II Miettunen I                                           |
| Veli Merikoski      | KP    | 13 avril 1962     | 18 décembre 1963  | Karjalainen I                                                        |
| Jaakko Hallama      | Amm   | 18 décembre 1963  | 12 septembre 1964 | Lehto                                                                |
| Ahti Karjalainen    | Kesk  | 12 septembre 1964 | 14 mai 1970       | Virolainen Paasio I Koivisto I                                       |
| Väinö Leskinen      | SDP   | 14 mai 1970       | 29 octobre 1971   | Aura I Karjalainen II                                                |
| Olavi J. Mattila    | Amm   | 29 octobre 1971   | 23 février 1972   | Aura II                                                              |
| Kalevi Sorsa        | SDP   | 23 février 1972   | 4 septembre 1972  | Paasio II                                                            |
| Ahti Karjalainen    | Kesk  | 4 septembre 1972  | 13 juin 1975      | Sorsa I                                                              |
| Olavi J. Mattila    | Amm   | 13 juin 1975      | 30 novembre 1975  | Liinamaa                                                             |
| Kalevi Sorsa        | SDP   | 30 novembre 1975  | 29 septembre 1976 | Miettunen II                                                         |
| Keijo Korhonen      | Kesk  | 29 septembre 1976 | 15 avril 1977     | Miettunen III                                                        |
| Paavo Väyrynen      | Kesk  | 15 mai 1977       | 19 février 1982   | Sorsa II Koivisto II                                                 |
| Pär Stenbäck        | SFP   | 19 février 1982   | 6 mai 1983        | Sorsa III                                                            |
| Paavo Väyrynen      | Kesk  | 6 mai 1983        | 30 avril 1987     | Sorsa IV                                                             |
| Kalevi Sorsa        | SDP   | 30 avril 1987     | 31 janvier 1989   | Holkeri                                                              |
| Pertti Paasio       | SDP   | 31 janvier 1989   | 26 avril 1991     | Holkeri                                                              |
| Paavo Väyrynen      | Kesk  | 26 avril 1991     | 5 mai 1993        | Aho                                                                  |
| Heikki Haavisto     | Kesk  | 5 mai 1993        | 3 février 1995    | Aho                                                                  |
| Paavo Rantanen      | Amm   | 3 février 1995    | 13 avril 1995     | Aho                                                                  |
| Tarja Halonen       | SDP   | 13 avril 1995     | 25 février 2000   | Lipponen I Lipponen II                                               |
| Erkki Tuomioja      | SDP   | 25 février 2000   | 19 avril 2007     | Lipponen II Jäätteenmäki Vanhanen I                                  |
| Ilkka Kanerva       | Kok   | 19 avril 2007     | 4 avril 2008      | Vanhanen II                                                          |
| Alexander Stubb     | Kok   | 4 avril 2008      | 22 juin 2011      | Vanhanen II Kiviniemi                                                |
| Erkki Tuomioja      | SDP   | 22 juin 2011      | 29 mai 2015       | Katainen Stubb                                                       |
| Timo Soini          | PS    | 29 mai 2015       | 6 juin 2019       | Sipilä                                                               |
| Pekka Haavisto      | Vih.  | 6 juin 2019       | 20 juin 2023      | Rinne Marin                                                          |
| Elina Valtonen      | Kok   | 20 juin 2023      | en cours          | Orpo                                                                 |

## Deuxième ministre
Les responsabilités du deuxième ministre du ministère des Affaires étrangères incluent  pour la plupart au moins la politique commerciale et le plus souvent aussi des questions concernant la coopération au développement. Parfois, le mandat du ministre comprend également des questions concernant l'Union européenne.
| Ministre             | Parti | Début mandat | Fin mandat | Gouvernement   |
| -------------------- | ----- | ------------ | ---------- | -------------- |
| Leo Ehrnrooth        | RKP   | 11.3.1919    | 17.4.1919  | Ingman I       |
| Leo Ehrnrooth        | RKP   | 17.4.1919    | 19.6.1919  | Kaarlo Castrén |
| Henrik Ramsay        | RKP   | 14.11.1941   | 5.3.1943   | Rangell        |
| Armas-Eino Martola   | Amm.  | 21.9.1944    | 17.11.1944 | Urho Castrén   |
| Reinhold Svento      | SDP   | 17.11.1944   | 17.4.1945  | Paasikivi II   |
| Reinhold Svento      | SDP   | 17.4.1945    | 26.3.1946  | Paasikivi III  |
| Reinhold Svento      | SKDL  | 26.3.1946    | 30.4.1948  | Pekkala        |
| Ralf Törngren        | RKP   | 26.11.1952   | 9.7.1953   | Kekkonen III   |
| Reino Rossi          | Amm.  | 29.10.1971   | 23.2.1972  | Aura II        |
| Jussi Linnamo        | SDP   | 24.9.1972    | 5.5.1973   | Sorsa I        |
| Jermu Laine          | SDP   | 5.5.1973     | 13.6.1975  | Sorsa I        |
| Arvo Rytkönen        | Amm.  | 23.6.1975    | 30.11.1975 | Liinamaa       |
| Sakari T. Lehto      | Amm.  | 12.12.1975   | 29.9.1976  | Miettunen II   |
| Carl Göran Aminoff   | RKP   | 29.9.1976    | 15.5.1977  | Miettunen III  |
| Esko Rekola          | Amm.  | 26.5.1979    | 19.2.1982  | Koivisto II    |
| Esko Rekola          | Amm.  | 19.2.1982    | 31.12.1982 | Sorsa III      |
| Arne Berner          | LKP   | 31.12.1982   | 6.5.1983   | Sorsa III      |
| Jermu Laine          | SDP   | 6.5.1983     | 30.4.1987  | Sorsa IV       |
| Pertti Salolainen    | Kok   | 30.4.1987    | 26.4.1991  | Holkeri        |
| Pertti Salolainen    | Kok.  | 26.4.1991    | 13.4.1995  | Aho            |
| Ole Norrback         | RKP   | 13.4.1995    | 15.4.1999  | Lipponen I     |
| Kimmo Sasi           | Kok.  | 15.4.1999    | 4.1.2002   | Lipponen II    |
| Jari Vilén           | Kok.  | 4.1.2002     | 17.4.2003  | Lipponen II    |
| Paula Lehtomäki      | Kesk  | 17.4.2003    | 24.6.2003  | Jäätteenmäki   |
| Paula Lehtomäki      | Kesk  | 24.6.2003    | 2.9.2005   | Vanhanen I     |
| Mari Kiviniemi       | Kesk  | 2.9.2005     | 3.3.2006   | Vanhanen I     |
| Paula Lehtomäki      | Kesk  | 3.3.2006     | 19.4.2007  | Vanhanen I     |
| Paavo Väyrynen       | Kesk  | 19.4.2007    | 22.6.2010  | Vanhanen II    |
| Paavo Väyrynen       | Kesk  | 22.6.2010    | 22.6.2011  | Kiviniemi      |
| Alexander Stubb      | Kok.  | 22.6.2011    | 24.6.2014  | Katainen       |
| Lenita Toivakka      | Kok.  | 24.6.2014    | 29.5.2015  | Stubb          |
| Lenita Toivakka      | Kok.  | 29.5.2015    | 22.6.2016  | Sipilä         |
| Kai Mykkänen         | Kok   | 22.6.2016    | 12.2.2018  | Sipilä         |
| Anne-Mari Virolainen | Kok   | 12.2.2018    | 6.6.2019   | Sipilä         |
| Ville Skinnari       | SDP   | 6.6.2019     | 10.12.2019 | Rinne          |
| Ville Skinnari       | SDP   | 10.12.2019   | 20.06.2023 | Marin          |
| Ville Tavio          | PS    | 20.06.2023   | en cours   | Orpo           |

## Troisième ministre
De temps à autre, un troisième ministre adjoint a également siégé au ministère des Affaires étrangères. 
Par exemple , les gouvernements Aho, Katainen et Stubb ont eu un ministre axé sur la coopération au développement.  
| Nom                | Parti | Début mandat | Fin mandat | Gouvernement |
| ------------------ | ----- | ------------ | ---------- | ------------ |
| Toimi Kankaanniemi | SKL   | 26.4.1991    | 28.6.1994  | Aho          |
| Heidi Hautala      | Vihr. | 22.6.2011    | 17.10.2013 | Katainen     |
| Pekka Haavisto     | Vihr. | 17.10.2013   | 24.6.2014  | Katainen     |
| Pekka Haavisto     | Vihr. | 24.6.2014    | 26.9.2014  | Stubb        |
| Sirpa Paatero      | SDP   | 26.9.2014    | 29.5.2015  | Stubb        |